# Crane (Misuri)
Crane es una ciudad ubicada en el condado de Stone en el estado estadounidense de Misuri. En el Censo de 2010 tenía una población de 1462 habitantes y una densidad poblacional de 370,64 personas por km².

## Geografía
Crane se encuentra ubicada en las coordenadas 36°54′5″N 93°34′5″O / 36.90139, -93.56806. Según la Oficina del Censo de los Estados Unidos, Crane tiene una superficie total de 3.94 km², de la cual 3.94 km² corresponden a tierra firme y (0.2%) 0.01 km² es agua.

## Demografía
Según el censo de 2010, había 1462 personas residiendo en Crane. La densidad de población era de 370,64 hab./km². De los 1462 habitantes, Crane estaba compuesto por el 97.2% blancos, el 0.07% eran afroamericanos, el 0.68% eran amerindios, el 0.21% eran asiáticos, el 0% eran isleños del Pacífico, el 0.41% eran de otras razas y el 1.44% pertenecían a dos o más razas. Del total de la población el 1.23% eran hispanos o latinos de cualquier raza.